# 兼松ペトロ
兼松ペトロ株式会社（かねまつぺとろ）は、兼松グループのエネルギー専門商社である。ガソリンスタンドの運営、石油製品、液化石油ガス、潤滑剤などの国内販売、及び輸出を行っている。また、デュポン・東レ・スペシャルティ・マテリアル株式会社のモリコート®の国内代理店である。
ガソリンスタンドは、石油元売り系列に加え、独自のプライベートブランド『XING』（クロッシング）も展開している。

## 沿革
- 1995年11月 ‐ 兼松の100％子会社として兼松石油販売株式会社設立。
- 2003年3月 - グループの兼松石油瓦斯株式会社から産業用LPガス事業を譲受、商号を兼松ペトロ株式会社に改称。
- 2008年4月 ‐ 新東亜石油株式会社を子会社化。
- 2010年
  - 4月 - 新東亜石油株式会社を吸収合併。
  - 10月 - 関西支店を移転（大阪市中央区内での移転）。
- 2011年8月 - 本社を東京都千代田区神田須田町に移転。
- 2012年1月 - 北関東営業所を埼玉県久喜市に移転。
- 2016年3月 - 北関東営業所を閉鎖。
- 2017年10月 - 中国支店を移転（岡山市北区内での移転）。

## 事業所
- 本社：東京都千代田区神田須田町1丁目1番地
- 支店
  - 関東支店：東京都千代田区神田須田町1丁目1番地
  - 北海道支店：北海道札幌市中央区北4条西4丁目1番地
  - 中部支店：愛知県名古屋市中区栄2丁目9番3号
  - 関西支店：大阪府大阪市中央区淡路町3丁目1番9号
  - 中国支店：岡山県岡山市北区下石井2-1-3
  - 九州支店：福岡県福岡市博多区中呉服町5-12
- 営業所
  - 仙台営業所：宮城県仙台市泉区泉中央4-1-5
- 直営ガソリンスタンド：10箇所（2018年3月）
- 販売店ガソリンスタンド：76箇所（2018年3月）